# Carlsbad (Texas)
Carlsbad es un lugar designado por el censo (en inglés, census-designated place, CDP) ubicado en el condado de Tom Green, Texas, Estados Unidos. Según el censo de 2020, tiene una población de 622 habitantes.

## Geografía
La localidad está ubicada en las coordenadas 31°36′40″N 100°38′26″O / 31.61111, -100.64056 (31.611248, -100.640647). Según la Oficina del Censo de los Estados Unidos, Carlsbad tiene una superficie total de 4.0 km², correspondientes en su totalidad a tierra firme.

## Demografía

### Censo de 2020
Según el censo de 2020, hay 622 personas residiendo en Carlsbad. La densidad de población es de 146 hab./km².
| Raza                   | Núm. | Porc.  |
| ---------------------- | ---- | ------ |
| Blancos                | 463  | 74.44% |
| Afroamericanos         | 39   | 6.27%  |
| Amerindios             | 2    | 0.32%  |
| Asiáticos              | 5    | 0.80%  |
| Otras razas            | 37   | 5.95%  |
| De una mezcla de razas | 76   | 12.22% |
| Total                  | 622  | 100%   |

Del total de la población, el 24.60% son hispanos o latinos de cualquier raza.

### Censo de 2010
Según el censo de 2010, en ese momento había 719 personas residiendo en Carlsbad. La densidad de población era de 178.76 hab./km². El 85.12% de los habitantes eran blancos, el 6.12% eran afroamericanos, el 0.42% eran amerindios, el 2.36% eran de otras razas y el 5.98% eran de una mezcla de razas. Del total de la población, el 16.83% eran hispanos o latinos de cualquier raza.